# Пещёра
Пещёра — посёлок в Верхнекамском районе Кировской области России. Входит в состав Кирсинского городского поселения.

## География
Посёлок находится на северо-востоке Кировской области, в южной части Верхнекамского района, на пересечении шоссейной и железной дорог. Пещёра — самый южный населённый пункт Верхнекамского района. Абсолютная высота — 170 метров над уровнем моря.
Расстояние до районного центра (города Кирс) — 16 км.

## Население
По данным всероссийской переписи 2010 года, численность населения посёлка составляла 300 человек (мужчины — 153, женщины — 147).

## История
Посёлок был основан в 1929 году, при строительстве железнодорожной ветки Яр-Верхнекамская и был назван в честь ближайшей деревни Пещёрой (была расположена в яме или низине, а другие близлежащие селения — на возвышенности, отсюда, вероятно, произошло название). Первыми жителями были железнодорожники. Основным занятием для жителей посёлка и ближайших деревень была добыча древесного угля для нужд Кирсинского и Омутнинского заводов. До 1957 года посёлок входил в состав Омутнинского района. В 1940—1950-х годах Пещёра являлась лесным отделом Омутнинского металлургического завода.

## Инфраструктура
В Пещёре имеется сельский клуб, библиотека, фельдшерско-акушерский пункт и детский сад. С райцентром осуществляется автобусное и железнодорожное сообщение (в посёлке расположена одноимённая железнодорожная станция Кировского региона Горьковской железной дороги).
Улицы посёлка:
- Железнодорожная
- Ленина
- Лесная
- Нижняя
- Новая
- Октябрьская
- Первомайская
- Северная
- Советская
- Таганская
- Южная

## Галерея

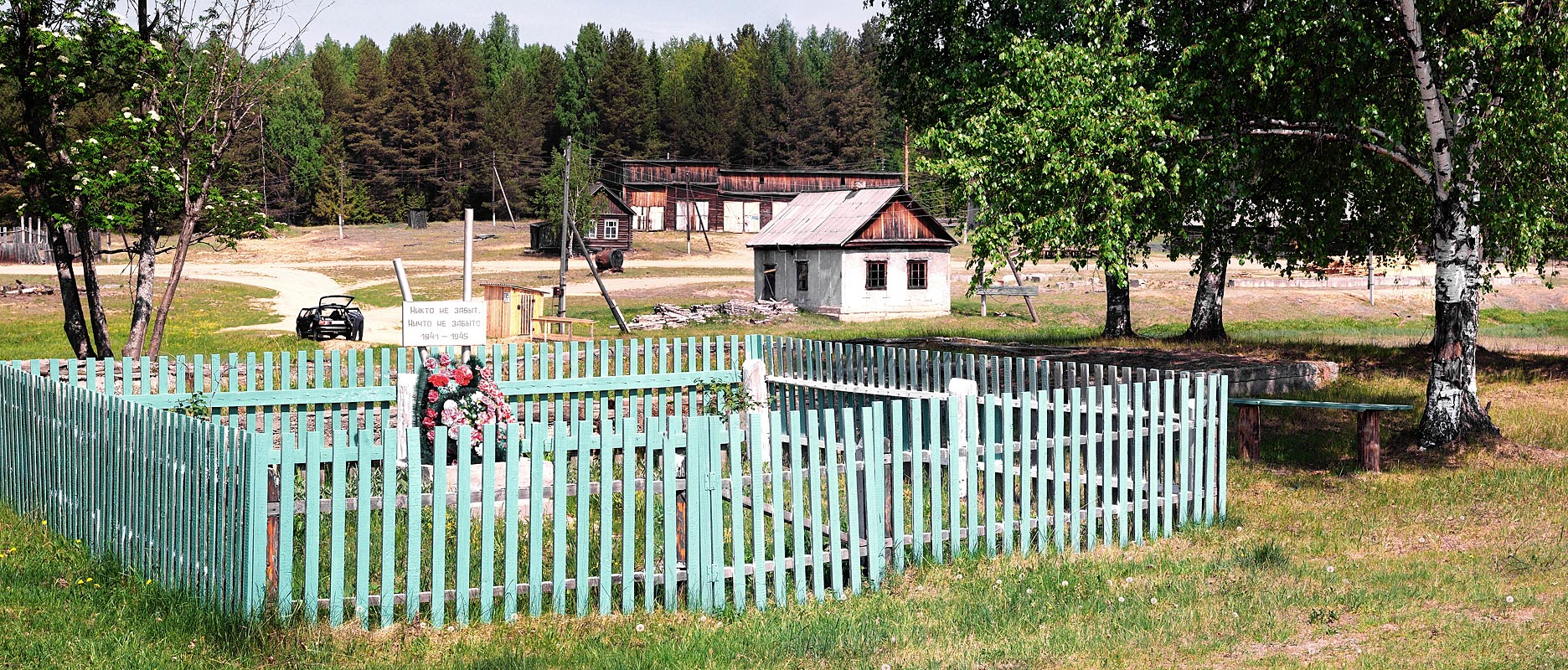
Памятник воинам ВОВ в Пещёре
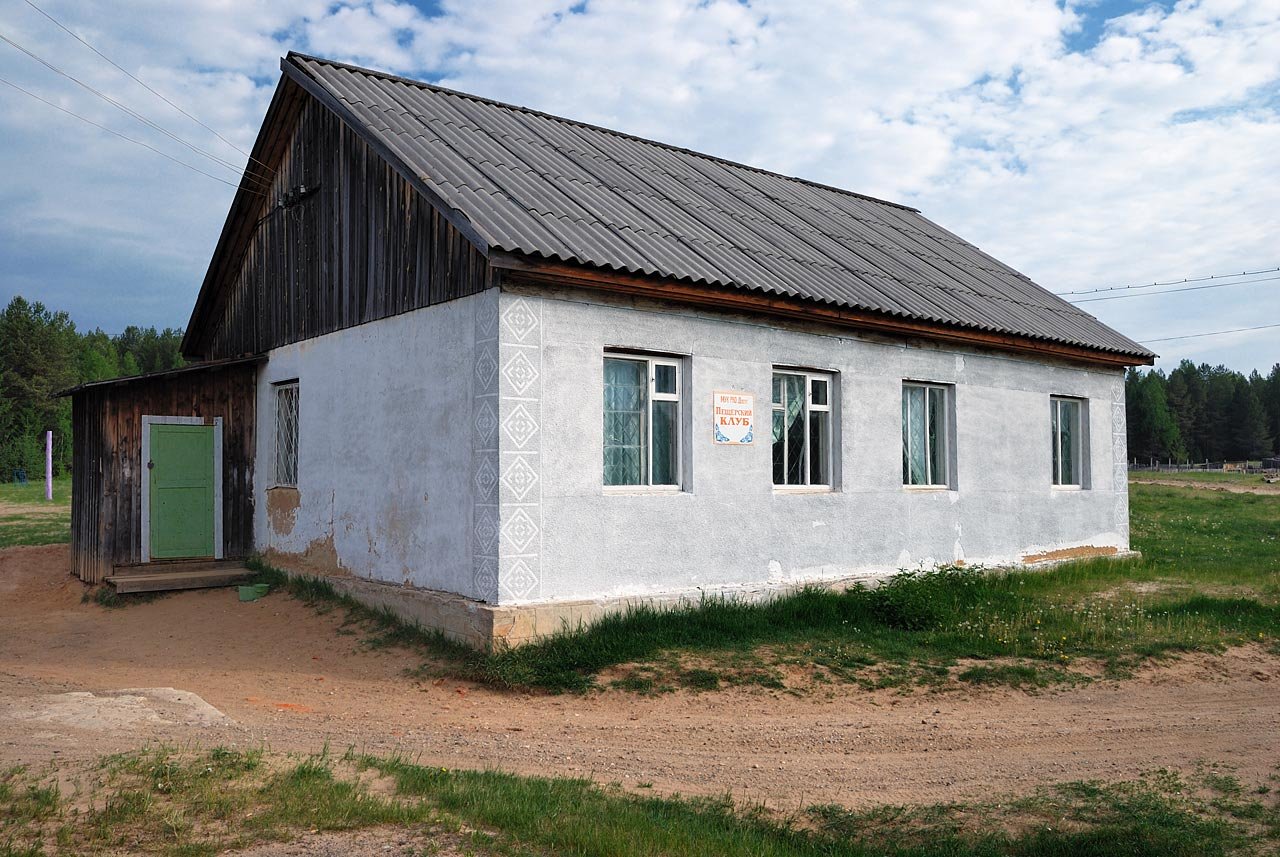
Клуб в посёлке
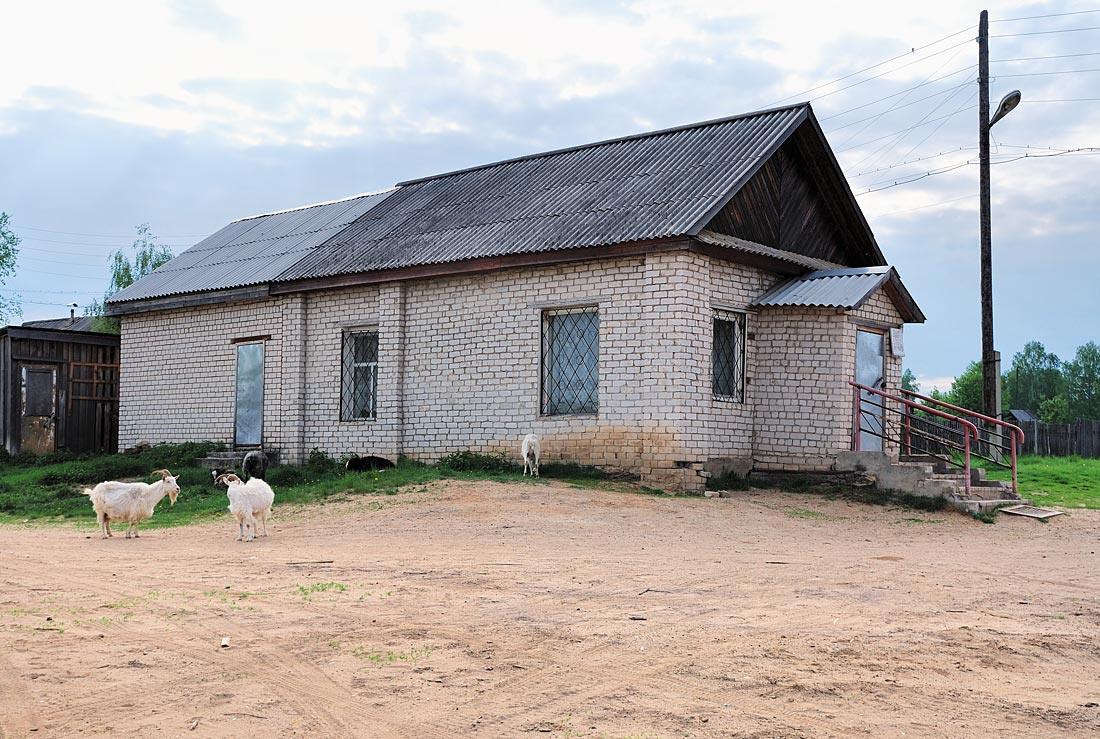
Магазин в посёлке
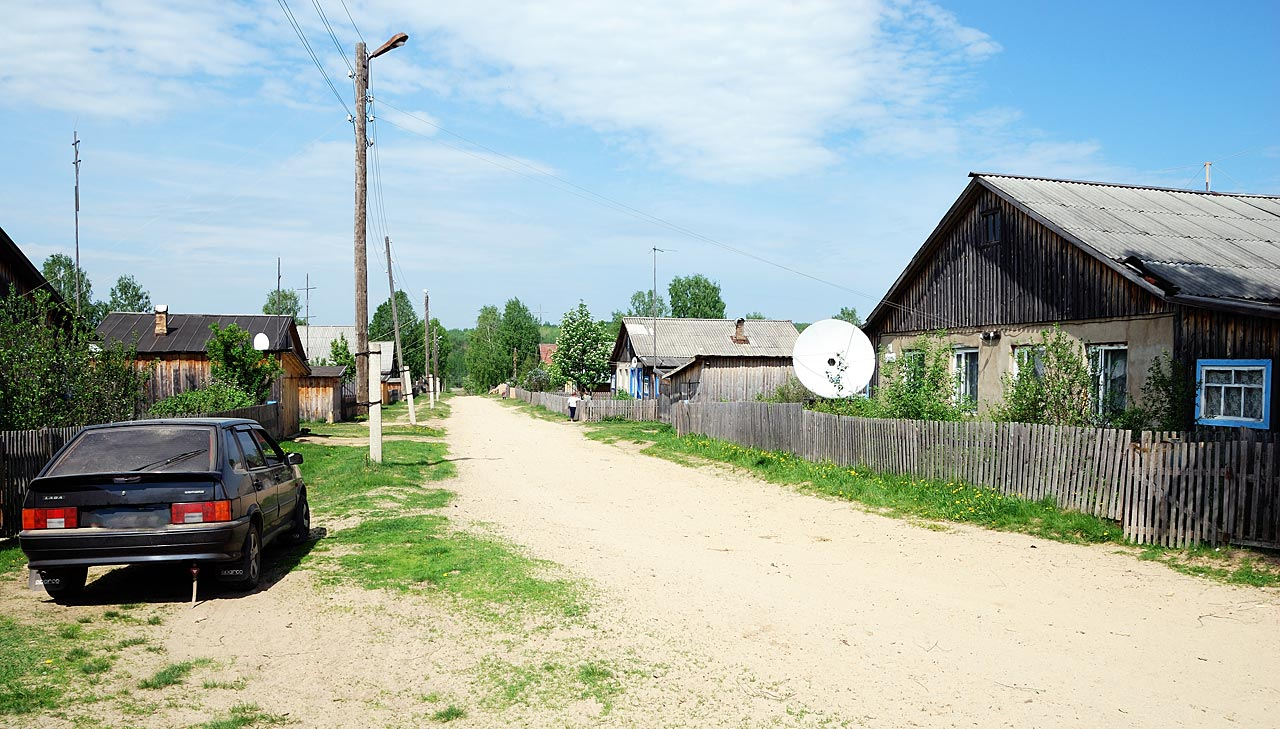
Одна из улиц в посёлке
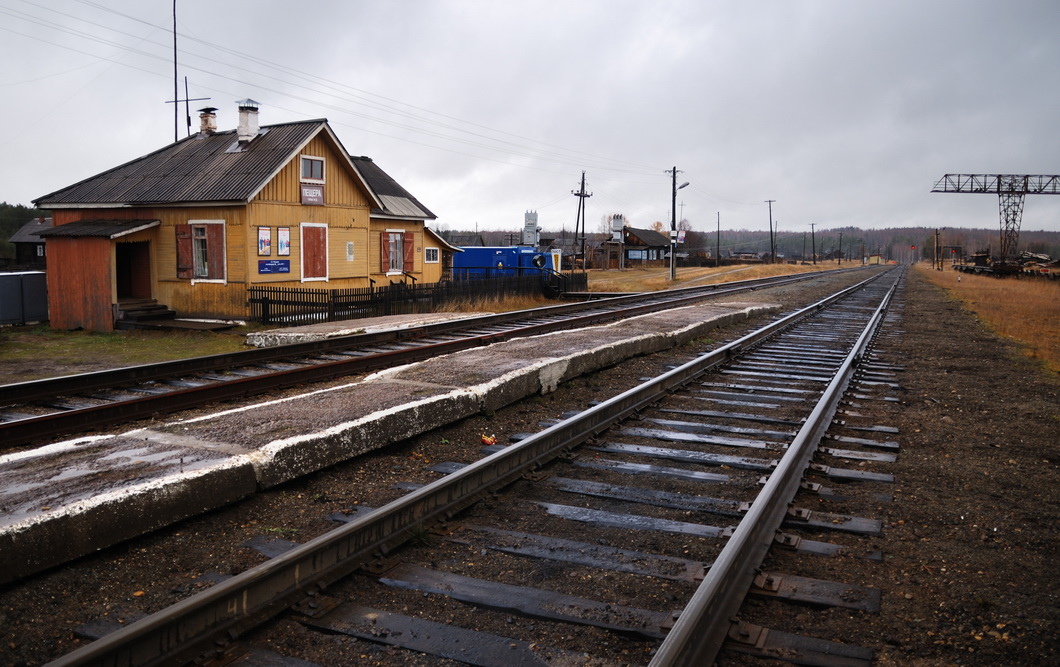
Вокзал на станции Пещёра
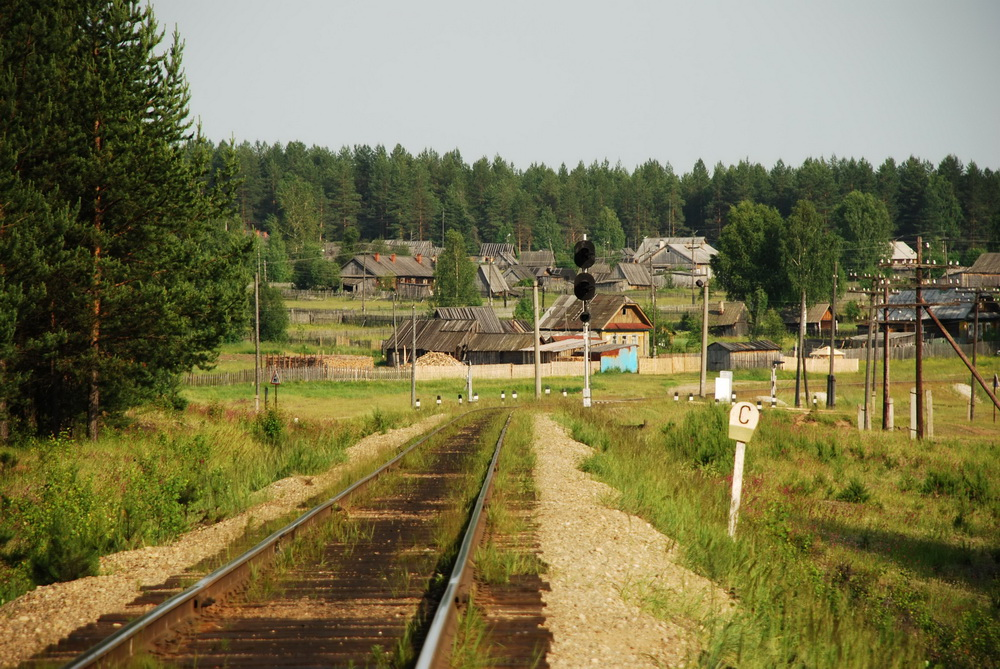
Вид на Пещёру с железной дороги
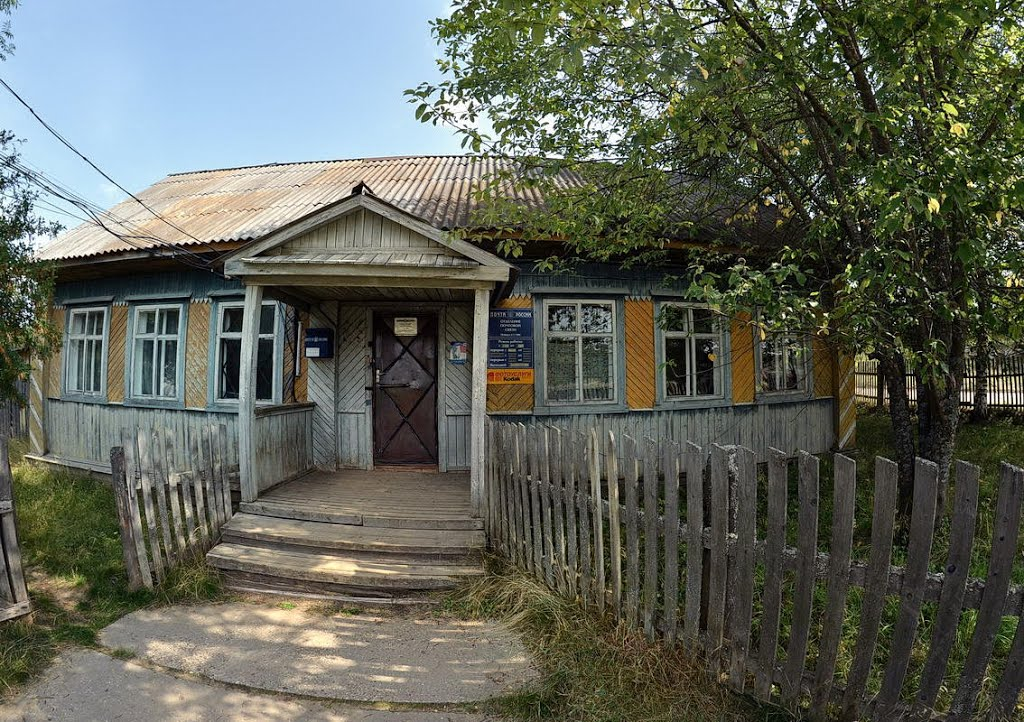
Здание почты
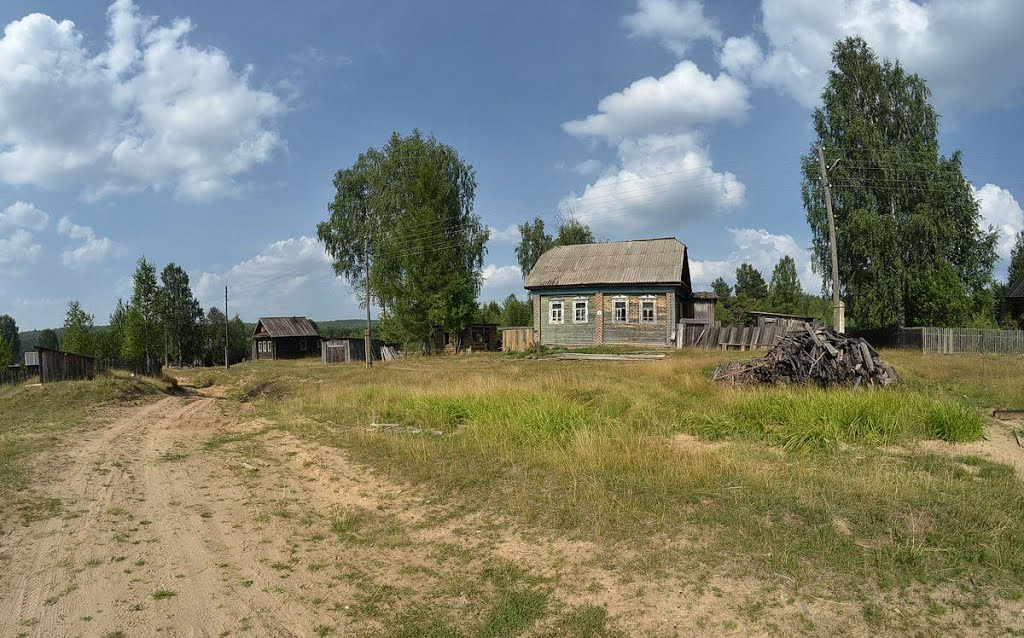
Пещёра
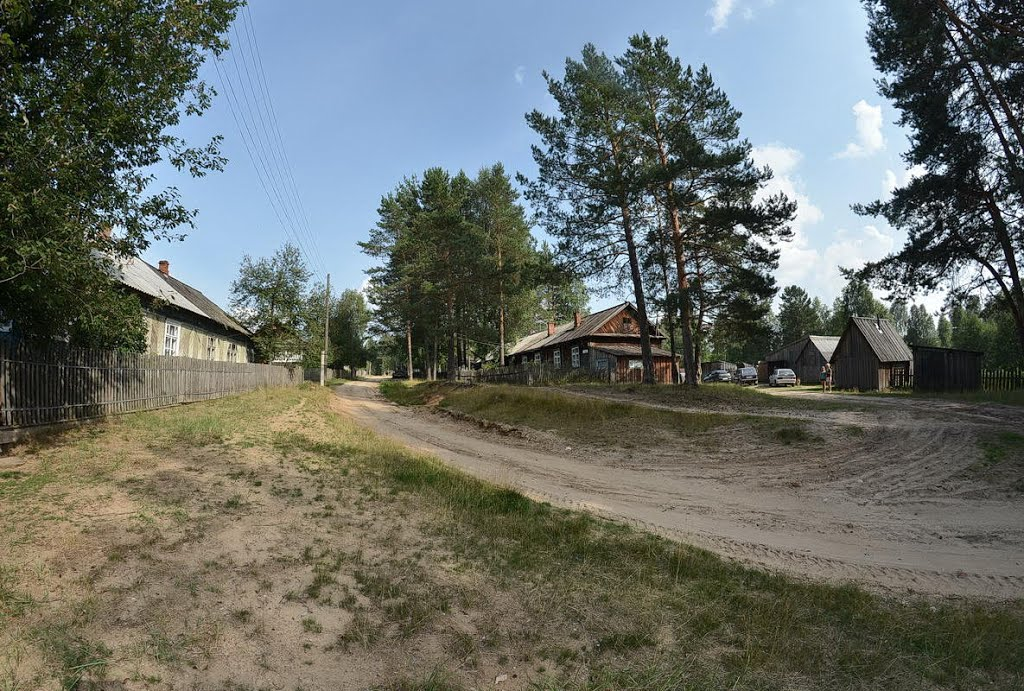
Лесная улица